# Geyer (Saxônia)
Geyer é uma cidade da Alemanha localizada no distrito de Erzgebirgskreis, região administrativa de Chemnitz, estado da Saxônia.
Pertence ao Verwaltungsgemeinschaft de Geyer.